# Istiea-Edipsos
Istiea-Edipsos (griechisch Ιστιαία-Αιδηψός) ist eine Gemeinde der Region Mittelgriechenland auf der Insel Euböa. Die Gemeinde Istiea-Edipsos wurde 2011 aus bis dahin fünf eigenständigen Gemeinden gegründet, die den heutigen Gemeindebezirken entsprechen. Verwaltungssitz ist die Kleinstadt Istiea. Das Gemeindegebiet ist identisch mit der 1999 aufgehobenen Provinz Istiea (Επαρχία Ιστιαίας Eparchía Istiéas).

## Lage
Istiea-Edipsos ist die nördlichste Gemeinde auf der griechischen Insel Euböa mit dem Kap Artemision als nördlichstem Punkt und den vorgelagerten Inseln Pondikonisi und Prasonisi. Der Nordwestküste liegt auf dem griechischen Festland die Fthiotida gegenüber, getrennt durch den nördlichen Golf von Euböa, den Golf von Malia und den Kanal von Orei (Δίαυλος Ωρεών Díavlos Oreón), sowie gegenüber der Nordküste und dem Kanal von Trikeri (Δίαυλος Τρικερίου Díavlos Trikeríou) die Magnisia mit der Pilio-Halbinsel.
Vom Kap Lichada (Ακρωτήρι Λιχάδα Akrotíri Licháda) im äußersten Westen bis zur Bucht von Vasilika (Όρμος Βασιλικών Órmos Vasilikón) an der Ostküste erstreckt sich das überwiegend hügelige bis bergige Gemeindegebiet über annähernd 509 km². Südliche Nachbargemeinde ist Mandoudi-Limni-Agia Anna.
Die Halbinsel Lichada (Χερσόνησος Λιχάδας Chersónisos Lichádas) mit dem Kap Lichada (Ακρωτήρι Λιχάδα Akrotíri Licháda) und der vorgelagerten Inselgruppe der Lichaden reichen im Nordwesten in den Golf von Malia hinein. Die dicht mit Oliven- und Kieferbeständen bedeckte Halbinsel wird vom 736 m hohen Berg Lichas (Λιχάς Όρος Lichás Óros) dominiert. Die Bucht von Gialtra (Όρμος Γιάλτρων Órmos Giáltron) begrenzt die Halbinsel im Osten. Zwischen Edipsos am nördlichen Golf von Euböa und Istiea steigt das Bergland des Telethrio (Τελέθριο Όρος Teléthrio Óros) auf bis zu 980 m über dem Meer an. Zur nördlichen Inselmitte hin folgt mit dem bis zu 990 m hohen Berg Xiros (Ξηρό Όρος Xiró Óros), der höchste Berg in Euböas Norden. In den wasserreichen Bergregionen finden sich Quellgebiete von mehreren Trockenbächen und Flüssen. Der Geranias (Γερανίας) fließt nach Süden zum Golf von Euböa. Der Xirias (Ξηριάς) entwässert nach seinem Austritt aus dem Bergland zur Nordküste und durchfließt dabei mit der Ebene von Istiea den größten Flachlandbereich im Inselnorden.

## Verwaltungsgliederung
Die Gemeinde wurde nach der Verwaltungsreform 2010 aus dem Zusammenschluss von fünf eigenständigen Gemeinden gebildet. Sie ist benannt nach Istiea, dem Verwaltungssitz der Gemeinde und der Kleinstadt Edipsos. Die ehemaligen Gemeinden bilden seither Gemeindebezirke, diese sind weiter in 2 Stadtbezirke und 25 Ortsgemeinschaften untergliedert.
| Gemeindebezirk | griechischer Name           | Code   | Fläche (km²) | Einwohner 2011 | Stadtbezirke / Ortsgemeinschaften (Δημοτική / Τοπική Κοινότητα)                                       | Lage |
| -------------- | --------------------------- | ------ | ------------ | -------------- | --- | ---- |
| Edipsos        | Δημοτική Ενότητα Αιδηψού    | 290402 | 116,103      | 6.141          | Agios, Gialtra, Loutra Edipsou                                                                        |      |
| Artemisio      | Δημοτική Ενότητα Αρτεμισίου | 290403 | 122,520      | 3.712          | Agdines, Agriovotano, Artemisio, Asminio, Vasilika, Gerakiou, Gouves, Ellinika                        |      |
| Istiea         | Δημοτική Ενότητα Ιστιαίας   | 290401 | 182,078      | 7.091          | Istiea, Avgaria, Voutas, Galatsades, Galatsona, Kamaria, Kokkinomilea, Kryoneritis, Milees, Monokarya |      |
| Lichada        | Δημοτική Ενότητα Λιχάδος    | 290404 | 038,741      | 1.122          | Lichada                                                                                               |      |
| Orei           | Δημοτική Ενότητα Ωρεών      | 290405 | 049,186      | 3.017          | Kastaniotissa, Neos Pyrgos, Taxiarchis, Orei                                                          |      |
| Gesamt         | Gesamt                      | 2904   | 508,628      | 21.083         | |      |